# Xã West Chillisquaque, Quận Northumberland, Pennsylvania
Tổng điều tra dân số
Thị trấn West Chillisquaque (tiếng Anh: West Chillisquaque Township) là một thị trấn thuộc Quận Northumberland, tiểu bang Pennsylvania, Hoa Kỳ. Dân số tại Tổng điều tra dân số năm 2010 là 2.627, giảm so với con số 2.846 được lập vào năm 2000.